# Radagast
Vous lisez un « bon article » labellisé en 2013.
Radagast le Brun est un personnage de l'œuvre de J. R. R. Tolkien, mentionné dans Le Hobbit, Le Seigneur des anneaux et Contes et légendes inachevés.
Tout comme Gandalf et Saroumane, Radagast appartient à l'ordre des Mages, des émissaires des Valar envoyés en Terre du Milieu pour aider à la lutte contre Sauron. Cependant, Radagast se détourne de sa mission pour se consacrer aux animaux sauvages et aux oiseaux, à l'écart du monde civilisé. Par conséquent, ses apparitions sont réduites à de simples mentions ou à des flashbacks, et le personnage reste méconnu. Les diverses adaptations de l'œuvre de Tolkien ont tendu soit à l'omettre complètement, soit à le développer considérablement.

## Histoire
Aiwendil est, à l'origine, un Maia, c'est-à-dire une divinité mineure au service des Valar. Lorsque ces derniers décident d'envoyer des émissaires en Terre du Milieu, les Istari (« Mages »), pour guider les Peuples Libres dans leur lutte contre Sauron, il ne fait pas partie des candidats retenus, mais Curumo l'emmène avec lui à la demande de Yavanna. Il revêt à cette occasion un habit couleur de terre, d'où son surnom de « Brun » (Brown).
Après l'arrivée des Istari aux Havres Gris, vers l'an 1000 du Troisième Âge, Aiwendil, dès lors connu sous le nom de Radagast, s'éprend des animaux et des oiseaux de la Terre du Milieu et part vivre dans la nature, loin des elfes et des hommes, abandonnant ainsi sa mission. Il demeure un certain temps à Rhosgobel, dans la vallée de l'Anduin, et fréquente notamment le métamorphe Beorn. Il acquiert d'importantes connaissances sur la faune et la flore de la Terre du Milieu, « un maître des formes et des changements de couleur », comme le décrit Gandalf. En réalité, la compassion et la perspicacité de ce dernier font qu'il connaît mieux les animaux que Radagast, et qu'ils le respectent davantage que lui.
Bien qu'il se soit détourné de sa tâche, Radagast reste en contact avec ses confrères : ainsi, après le Conseil Blanc de 2851, il fournit des oiseaux à Saroumane, sans se douter des mauvaises intentions de ce dernier. Il lui sert également de messager : au Mitan de l'an 3018, lui qui n'aime pourtant guère voyager se rend jusqu'à Bree pour informer Gandalf de l'avancée des Nazgûl et lui demander de se rendre auprès de Saroumane en Isengard. C'est ainsi qu'il cause, bien malgré lui, l'emprisonnement de Gandalf au sommet de la tour d'Orthanc ; mais l'« honnête » Radagast permet également sa libération en relayant un message de Gandalf à Gwaihir, le seigneur des Aigles. Après cela, son sort est inconnu : les éclaireurs de Fondcombe envoyés après le Conseil d'Elrond découvrent son « ancienne demeure » de Rhosgobel déserte, et nulle trace de Radagast. Un poème allitératif sur les Istari suggère qu'il n'est pas retourné au Valinor après la fin du Troisième Âge : « Un seul [Gandalf] s'en retourna / les autres plus jamais ».
Tolkien offre ce jugement sur le personnage :

« Radagast aimait les bêtes et les oiseaux, et les trouvait d'une compagnie plus aisée ; il ne devint pas fier et autoritaire [contrairement à Saroumane], mais négligent et insouciant, et il se mêlait fort peu des affaires des Elfes et des Hommes, bien que toute résistance à Sauron dût forcément passer par leur coopération. Mais étant resté de bonne volonté (quoique sans beaucoup de courage), ses efforts aidèrent Gandalf à des moments cruciaux,. »

## Nom

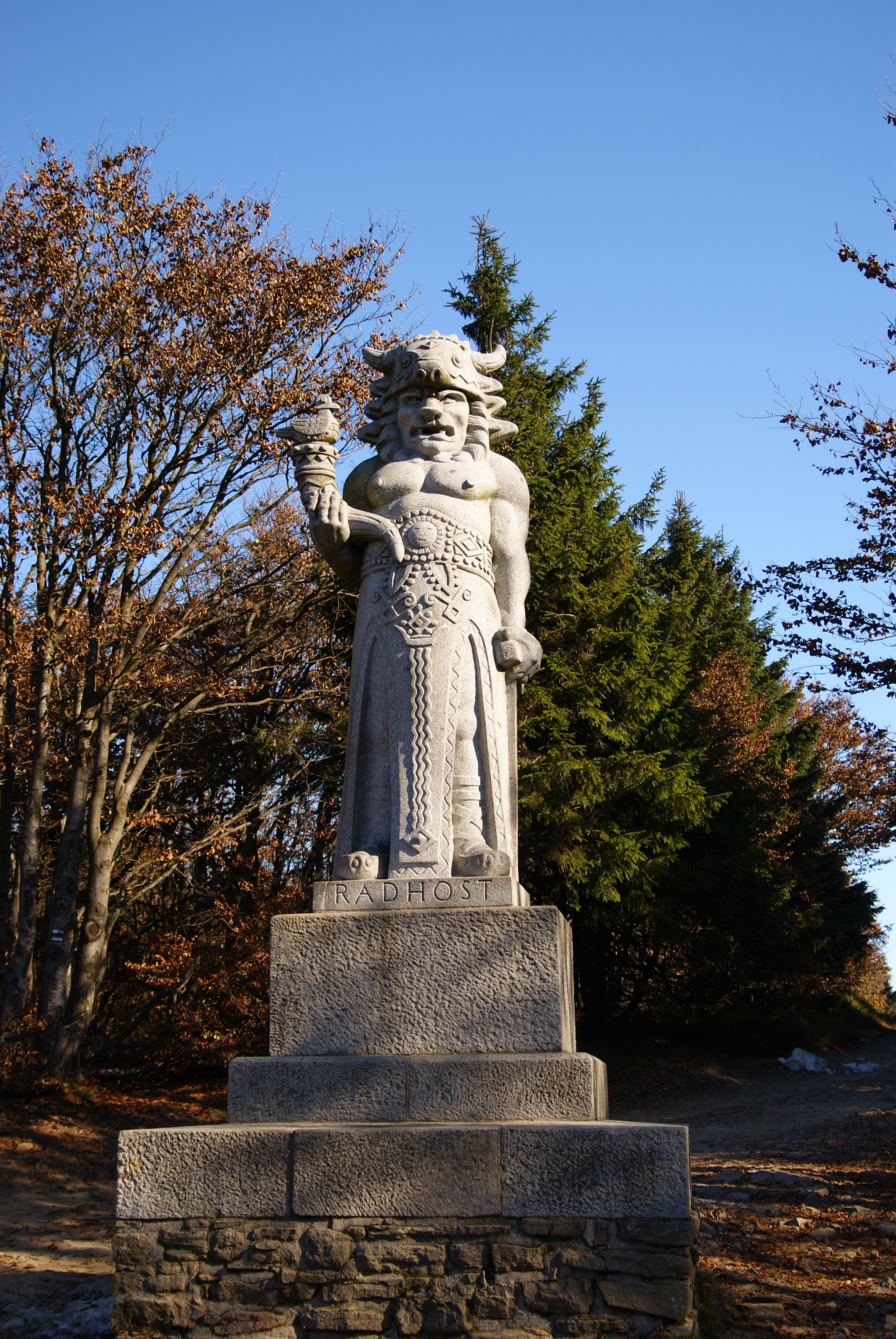
Statue de Radegast sur le Radhošť, dans les Beskides.

D'après l'essai sur les Istari paru dans Contes et légendes inachevés, le nom Radagast signifie « celui qui s'occupe des bêtes » (tender of beasts) dans « le parler númenoréen de jadis ». John D. Rateliff remarque qu'il ressemble peu aux exemples connus d'adûnaïque, la langue parlée par les hommes de Númenor, et que Tolkien voulait peut-être parler en réalité de l'occidentalien, la langue véhiculaire en Terre du Milieu au Troisième Âge, en partie issue de l'adûnaïque. Cependant, une note plus tardive, rédigée vers 1972-1973, fait de Radagast un nom issu de la langue des hommes de la vallée de l'Anduin (comme Gandalf et Saroumane), « difficile à interpréter aujourd'hui », sans plus de précisions quant à son sens. Un autre brouillon mentionne le nom de Radagast au Valinor : Aiwendil, qui signifie « ami des oiseaux » en quenya, de aiwe « oiseau » et -ndil « ami de ».
John D. Rateliff se tourne vers les langues réelles pour tenter d'expliquer Radagast. Il propose de le reconstruire à partir du vieil anglais rād « route » et gast « esprit, fantôme », mais souligne qu'une origine slave est plus vraisemblable, et note la ressemblance du nom avec celui de la divinité slave Radegast, mentionnée par Jacob Grimm dans sa Deutsche Mythologie (1835). Cependant, l'hypothèse la plus convaincante selon lui fait remonter le nom Radagast à celui du chef goth Radagaise, parfois appelé Rhadagast dans des ouvrages des XVIIIe et XIXe siècles – l'histoire et la culture des Goths, en particulier leur langue, étant l'une des passions de Tolkien.

## Conception et évolution
Radagast apparaît dans le chapitre VII du Hobbit, au détour d'une conversation entre Gandalf et Beorn : c'est la seule mention du personnage dans tout le roman. Lorsqu'il s'agit d'écrire une suite au Hobbit, Tolkien envisage très tôt d'y faire apparaître Radagast : son nom apparaît à deux reprises dans des brouillons de 1939, sans précisions sur le rôle qu'il doit jouer dans le récit. Son rôle dans la captivité de Gandalf émerge l'année suivante, de même que son surnom : d'abord « Gris », mais très rapidement corrigé en « Brun ». Le nom de sa demeure de Rhosgobel apparaît dans la cinquième version du chapitre « Le Conseil d'Elrond », avec sa traduction « Clos Brun » (Brownhay), et figure également sur la première carte de la Terre du Milieu dessinée par Tolkien. Des notes prises après la rédaction de l'épisode de la Moria envisagent que l'Isengard soit remis à Radagast après la chute de Saroumane, une idée restée sans suite ; dans le texte final, ce sont les Ents qui occupent l'ancienne demeure du mage.
Après la rédaction du Seigneur des anneaux, Tolkien ne s'intéresse plus guère à Radagast que comme membre de l'Ordre des Mages, et comme contraste avec Gandalf et Saroumane. C'est à ce titre qu'il figure dans l'essai sur les Istari rédigé probablement en 1954, dans les divers textes et brouillons édités par Christopher Tolkien avec ce même essai dans Contes et légendes inachevés, dans une réflexion sur l'illustration Der Berggeist qui lui avait inspiré le personnage de Gandalf éditée par Wayne G. Hammond et Christina Scull, et jusque dans la note sur les Istari datant de la dernière année de vie de Tolkien, dans laquelle il envisage que Radagast soit arrivé en Terre du Milieu avec Gandalf, et non avec Saroumane.

## Critique et analyse
John D. Rateliff qualifie Radagast de « sorte de Godot, dont on entend parler sans jamais vraiment le rencontrer » : il n'apparaît jamais en personne dans les récits, uniquement à travers les paroles d'autres personnages. De ce fait, peu de critiques se sont penchés sur lui. Bradley J. Birzer discerne chez lui des points communs avec le religieux médiéval François d'Assise : son amitié avec les oiseaux (une légende associée à François d'Assise le fait prêcher devant des oiseaux) et son habit brun, la couleur des franciscains,.

## Adaptations et hommages

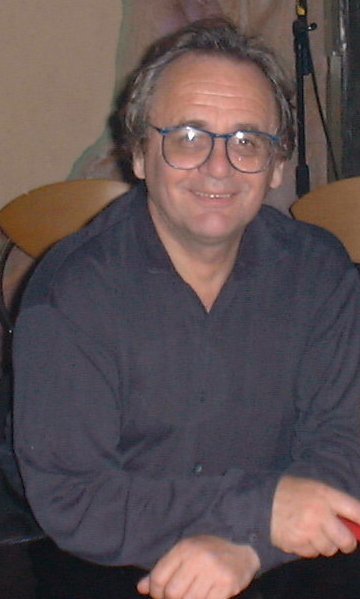
Sylvester McCoy, interprète de Radagast dans le film Le Hobbit.

Le nom de Radagast est improprement attribué à un aigle dans le premier projet d'adaptation cinématographique du Seigneur des anneaux, qui remonte à 1958. Tolkien souligne cette erreur dans le long commentaire du scénario qu'il a adressé à ses auteurs. Dans les années 1980, Radagast est doublé par Donald Gee dans l'adaptation radiophonique du Seigneur des anneaux de la BBC (1981) et apparaît comme personnage non jouable dans le jeu vidéo J. R. R. Tolkien's War in Middle Earth (1988).
Le magicien est absent de l'adaptation cinématographique du Seigneur des anneaux réalisée par Peter Jackson (2001-2003) : Gandalf se rend en Isengard de son propre chef, et c'est un papillon Actias selene qui alerte les Aigles et permet son sauvetage. Il apparaît cependant dans certains produits dérivés du film, dont le jeu de figurines de Games Workshop, où il est décrit comme un magicien subtil, contrastant avec les pouvoirs plus explosifs de Gandalf et Saroumane, ou bien dans le jeu de cartes à collectionner de Decipher. On le retrouve encore comme personnage non-joueur dans les jeux vidéo Le Seigneur des anneaux online et La Guerre du Nord, doublé dans ce dernier par l'acteur américain Philip Proctor. La collection Mithril de Prince August lui a consacré plusieurs figurines,,.
En revanche, Radagast apparaît dans l'adaptation du Hobbit réalisée par Peter Jackson (2012-2014). Interprété par l'acteur britannique Sylvester McCoy, il joue un rôle beaucoup plus important que dans le livre : c'est notamment lui qui découvre qu'une puissance maléfique s'est établie à Dol Guldur. Plusieurs critiques négatives ou mitigées du film s'attardent sur son apparition : Time note que ce « docteur Dolittle frivole a rappelé à certains un Jar Jar Binks de sinistre mémoire, », et Salon.com le décrit comme « un père Noël hippie sénile avec des fientes dans les cheveux, ». Variety juge son inclusion superflue dans un film « déjà surchargé par une profusion de personnages, » ; cet épisode constitue « une effroyable diversion, qui ne fait pas rire » pour le New Yorker,. Même la critique positive du film parue dans Empire juge les scènes avec Radagast « de peu d'intérêt par rapport à la quête principale, ».
Un mammifère placentaire disparu de la famille des Pantolestidae (en) a été baptisé Niphredil radagasti par le biologiste Leigh Van Valen en 1978. Il a été reclassé en Paleotomus radagasti en 1993.